# Alex Len
Olexij Jurijovyč Leň (ukrajinsky Олексій Юрійович Лень, mezinárodně vystupující pod jménem Alex Len; * 16. června 1993 Antracyt) je ukrajinský basketbalista, který hraje na pozici pivota. Má na svém kontě dvanáct sezón v severoamerické NBA. Od roku 2025 působí v klubu Los Angeles Lakers. Předtím hrál NBA za Phoenix Suns (2013–2018), Atlantu Hawks (2018–2020), Sacramento Kings (2020, 2021–2025), Toronto Raptors (2020–2021) a Washington Wizards (2021). Jednu sezónu strávil i v domácí ukrajinské nejvyšší soutěži, v dresu BK Dnipro (2010–2011), se kterým si připsal titul ukrajinského mistra. Po odchodu z Ukrajiny působil dva roky v americkém univerzitním basketbale, v dresu týmu Marylandské univerzity (Maryland Terrapin). K 24. dubnu 2025 odehrál v základní části NBA 690 utkání, v nichž zaznamenal 4608 bodů. To ho řadí do první šedesátky nejúspěšnějších Evropanů v dějinách NBA. Ve vyřazovací části NBA odehrál 13 zápasů a připsal si 39 bodů. V roce 2018 byl prvně povolán do seniorského národního týmu Ukrajiny. Měří 213 cm. Je výborným plavcem, což potvrdil v roce 2018, když pomohl zachránit topícího se přítele na dovolené v Dominikánské republice.